# Fast & Furious Crossroads
Fast & Furious Crossroads è un videogioco simulatore di guida e action RPG basato sul media franchise Fast & Furious. È stato sviluppato da Slightly Mad Studios (una società controllata dalla casa di sviluppo britannica Codemasters) e pubblicato da Bandai Namco Entertainment. L'uscita del gioco su Microsoft Windows, PlayStation 4 e Xbox One era previsto per maggio 2020, ma è stato posticipato al 7 agosto dello stesso anno a causa della pandemia di COVID-19 in seguito al rinvio di Fast & Furious 9 - The Fast Saga. Il gioco ha ricevuto delle recensioni negative.

## Modalità di gioco
Fast & Furious Crossroads è ambientato in location globali e include personaggi principali del franchise di Fast & Furious. La trama del gioco è completamente nuova e non è ripresa dai film. Oltre la modalità giocatore singolo, focalizzata sulla trama, una modalità multigiocatore è disponibile nel gioco.
Mentre la maggior parte del gioco è incentrata sulle corse d'auto, i giocatori dovranno anche sconfiggere nemici ed evitare trappole, utilizzando armi equipaggiate nelle proprie macchine.

## Sviluppo
Il gioco è stato annunciato durante i The Game Awards 2019 e la sua uscita era prevista per maggio 2020 per Microsoft Windows, PlayStation 4 e Xbox One in seguito all'uscita al cinema di Fast & Furious 9 - The Fast Saga. Nonostante ciò, la pandemia di COVID-19 ha costretto il rinvio di entrambi. Il 27 maggio 2020 è stato annunciato che il gioco sarebbe stato disponibile per il 7 agosto dello stesso anno.

## Accoglienza
Fast & Furious Crossroads ha ricevuto recensioni "generalmente negative" su tutte le piattaforme secondo l'aggregatore di recensioni Metacritic.
IGN ha dato al gioco una valutazione di 4 su 10, definendolo "breve, superficiale e sorprendentemente semplice, nientemeno che una delusione in quasi tutti i reparti".